# PyChess
PyChess是一款於2006年推出的国际象棋客户端。它也是一款自由软件。用戶可以與電腦直接對弈，也可以與其他用戶在線對弈。PyChess内置一個由Python编写的国际象棋引擎。